# گروس فولشتدت
گروس فولشتدت (به آلمانی: Groß Vollstedt) یک شهر در آلمان است که در رندسبورگ-اکرنفورده واقع شده‌است.
 گروس فولشتدت  ۱٬۰۰۴ نفر جمعیت دارد.